# Metztli Obscura
Metztli Obscura es el tercer álbum de estudio de la banda mexicana de death metal Hacavitz, publicado en 2010.

## Listado de pistas
| N.º | Título                 | Duración |  |
| 1.  | «To Meet Again»        | 3:23     |  |
| 2.  | «Ye Parani Eojtocomol» | 4:39     |  |
| 3.  | «Towards Black Pest»   | 4:20     |  |
| 4.  | «Hablan los Muertos»   | 4:39     |  |
| 5.  | «Most Unclean»         | 3:40     |  |
| 6.  | «Cauitl Glalticpac»    | 5:33     |  |
| 7.  | «Angstcraftwerk»       | 4:14     |  |
| 8.  | «Sulphur Winds»        | 3:34     |  |
| 9.  | «Gorajtzin Miqui»      | 3:08     |  |

## Intérpretes
1. Antimo Buonnano - guitarra, bajo, voz
2. Oscar Garcia - batería, percusión

- Datos: Q535935